# باربند

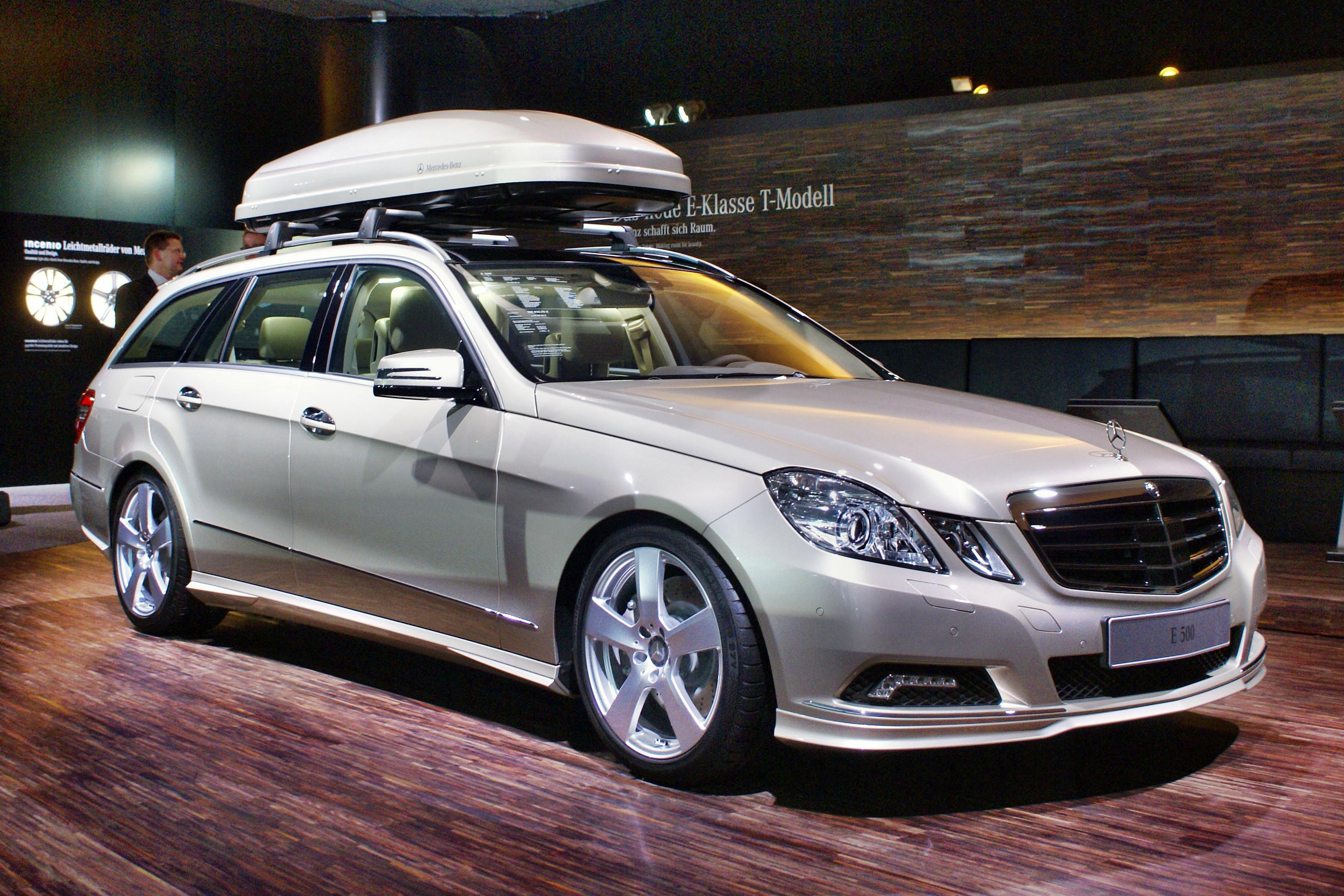
مرسدس بنز ای ۵۰۰ تی (E 500 T)، با یک باربند مدل آی‌اِی‌اِی ۲۰۰۹ (IAA 2009)..

کلیه تجهیزاتی که روی سقف خودرو نصب می‌شوند مجموعه‌ای به نام باربندهای سقفی یا Roof racks را ایجاد می‌کنند که زیر مجموعه‌های این مجموعه عبارتند از:
پایه باربند(load carrier or Roof rack): که به نام باربند نیز معروفند و مجموعه‌ای از میله‌های فلزی است که بر روی سقف خودروها بسته می‌شود و برای حمل بارهای بزرگ هم‌چون بسته‌ها، دوچرخه، قایق کوچک، چوب‌های اسکی و دیگر وسایل به‌کار می‌رود..
باربندهای قدیمی به شیارهای آبگیر کنار سقف‌ها وصل می‌شدند ولی انواع جدید ریل‌های ویژه خود را دارند که با قلاب‌هایی به بالای قالب درب‌ها وصل می‌شوند.
برخی خودروهای جدید باریندهای جداشونده‌ای دارند که به یک پایه دائمی در سقف وصل یا جدا می‌شوند. برخی خودروهای دیگر باربندهای فابریک دائمی دارند.
جعبه باربند سقفی(Roof boxes): که تحت نام جعبه باربند مسافرتی نیز شناخته می‌شوند. این وسیله برای حمل وسایل مسافرت و تجهیزات ورزشی و ... طراحی شده و به دلیل داشتن درب و قفل، لوازم سفر را از نظر سرقت، خیس شدن یا افتادن در جاده محافظت می‌کند. طراحی آئرودینامیکی بدنه این جعبه‌ها می‌تواند مانند یک بادشکن عمل نموده و مانع از کاهش سرعت یا فزایش مصرف سوخت خودرو شود.
Bike carrier: جهت نصب دوچرخه روی سقف بکار می‌رود(نوع دیگر آن به صندوق عقب وصل می‌شود).
Ski carrier: جهت نصب اسنوبرد یا چوب اسکی(آلپاین) روی سقف طراحی شده‌اند.
Cargo carrier: جهت حمل بار به روش سنتی به کار می‌روند. در این روش باید سطح بار با یک روکش مهار شود.
Canoe & kayak racks: برای جابجائی قایق‌های کانو و کایاک استفاده می‌شوند.
باربند صندوق عقب (trunk rack): نوعی از قطعات و لوازم یدکی ماشین که از وسایل حمل و نقل است و به صندوق عقب متصل می‌شود و توانایی حمل دوچرخه ، باکس و یا باربند آلومینیومی را دارد.
دو شرکت اصلی سازنده باربند در جهان شرکت تول و شرکت یاکیما هستند.
در بعضی جاهای ایران باربند را به عنوان اتاقک‌های آهنی نصب شده پشت وانت‌بارها هم می‌شناسند که جز شباهت اسمی از هیچ نظر دیگری با باربندهای سقفی خودرو شباهتی ندارند.

## در معاینه فنی
در معاینه فنی باربندهای وانتی حالت‌های زیر مردود شناخته می شوند:
- باربند در محل بار وانت بارها با ارتفاع بیش از دو برابر ارتفاع خودرو
- نقاشی و خطاطی بر روی بدنه باربند
- عدم ایمنی کافی درب یا هر قسمت از باربند
- باربند غیراستاندارد و مغایر با مشخصات ذکرشده در کارت خودرو - ابعاد غیر ایمن و خطرناک باربند در طول و عرض باربند
- عدم وجود درب باربند
- فضاسازی غیرمجاز در قسمت بار
- عدم وجود سامانه مهار محصولات در خودروهای باربری